# 官亭镇站
官亭镇站是一个宁西铁路上的铁路车站，位于安徽省肥西县官亭镇，建于2003年，目前为四等站，邮政编码为231261。目前不办理客、货运营业，该站已经撤销。